# Ademaro III d'Angoulême
Ademaro III Tagliaferro, conte d'Angoulême (... – Limoges, 16 giugno 1202), fu conte d'Angoulême dal 1186 fino alla sua morte.

## Origine
Secondo il documento n° 302 del Cartulaire de l'abbaye de Saint-Amand-de-Boixe (non consultato), Ademaro era il figlio terzogenito del conte d'Angouleme, Guglielmo VI e della sua seconda moglie, Margherita di Turenne, sorella del visconte di Turenne, Bosone II, quindi figlia del visconte di Turenne, Raimondo I e della moglie, Matilde di Perche.
Secondo la Historia Pontificum et Comitum Engolismensis, Guglielmo VI d'Angoulême era il figlio primogenito del conte d'Angouleme, Vulgrino II e della moglie, Ponzia (Pontia filia Comitis de Marcha), figlia del Conte de La Marche, per diritto di matrimonio (de iure uxoris), Ruggero, e della moglie, la Contessa de La Marche, Almodis, che, secondo il Chronicon sancti Maxentii Pictavensis, Chroniques des Eglises d'Anjou, era la sorella del Conte de La Marche, Bosone III.

## Biografia
Ademaro lo troviamo citato nel documento n° 302 del Cartulaire de l'abbaye de Saint-Amand-de-Boixe, datato 1171 (non consultato):
Nel 1178, secondo il Ex Chronico Gaufredi Vosiensis, suo padre, Guglielmo VI (Guillermus filius Wlgrimi Comes Engolismensis), assieme al visconte Ademaro di Limoges (Ademarus Vicecomes Lemovicensis) ad altri feudatari partì per un pellegrinaggio a Gerusalemme (ascenderunt Hierosolyman), e durante il viaggio, a Messina, Guglielmo Tagliaferro morì, il 7 agosto (Engolismensis Comes Guillermus Sector-ferri obiit VII Id Aug apud Messinam Siciliæ urbe).
Nella contea d'Angouleme, Vulgrino, il figlio primogenito, gli succedette, come Vulgrino III.
Infatti appena succeduto al padre, Vulgrino fece una donazione all'abbazia di Saint-Etienne de Baigne, con l'approvazione dei fratelli, Guglielmo e Ademaro.
Secondo il Ex Chronico Gaufredi Vosiensis, Vulgrino III morì nel 1181 nel giorno dedicato ai SS. Pietro e Paolo, lasciando come erede solo un'unica figlia, che i fratelli di Vulgrino, Guglielmo e Ademaro, esclusero dalla successione, e a Vulgrino III, nella contea d'Angouleme, succedette il fratello, il secondogenito, Guglielmo, come Guglielmo VII.
Guglielmo VII morì pochi anni dopo, nel 1186, e nella contea d'Angouleme, succedette il fratello, il terzogenito, Ademaro, come Ademaro III, come ci confermano i Documents historiques sur l'Angoûmois, Tome I (non consultato); Ademaro, in quell'occasione, secondo il documento n° 253 del Cartulaire de l'abbaye de Saint-Amand-de-Boixe (non consultato), fece una donazione, ricordando i suoi due fratelli che lo avevano preceduto.
Ademaro III morì a Limoges il 16 giugno 1202; secondo gli Obituaires de Sens Tome I.2, Hôtel-Dieu de Provins, morì il 18 dicembre (XV Kal Jan) e gli succedette la figlia, Isabella, assieme al marito, il re d'Inghilterra, duca d'Aquitania e Guascogna e conte di Poitiers, Giovanni d'Inghilterra.

## Matrimonio e discendenza
Ademaro aveva sposato Alice di Courtenay, come ci conferma la Chronica Albrici Monachi Trium Fontium, che era figlia di Pietro di Francia e di Elisabetta, signora di Courtenay. Alice era al suo secondo matrimonio, aveva divorziato dal Conte di Joigny, Guglielmo.
Ademaro da Alice ebbe una sola figlia:
- Isabella[9] (1187-1246), che, secondo il Florentii Wigornensis Monachi Chronicon, Continuatio, nel 1200, l'8 agosto, sposò il re d'Inghilterra, duca d'Aquitania e Guascogna e conte di Poitiers, Giovanni Senza Terra, ed l'8 ottobre fu incoronata regina[10].

## Ascendenza
|                          |                     |                              | Genitori                  |  |  | Nonni |  |  | Bisnonni                |  |  | Trisnonni         |  |
|                          |                     |                              |                           |  |  |       |  |  | Guglielmo V d'Angoulême |  |  | Folco d'Angoulême |  |
|                          |                     |                              |                           |  |  |       |  |  | Guglielmo V d'Angoulême |  |  | Folco d'Angoulême |  |
|                          |                     | Condoha d'Eu                 |                           |  |  |       |  |  | Guglielmo V d'Angoulême |  |  |                   |  |
| Vulgrin II d'Angoulême   |                     |                              |                           |  |  |       |  |  | Guglielmo V d'Angoulême |  |  |                   |  |
|                          |                     | Vitapoi di Benagues          | Amani di Benagues         |  |  |       |  |  |                         |  |  |                   |  |
|                          |                     | Vitapoi di Benagues          | Amani di Benagues         |  |  |       |  |  |                         |  |  |                   |  |
|                          |                     | Vitapoi di Benagues          | …                         |  |  |       |  |  |                         |  |  |                   |  |
| Guglielmo VI d'Angoulême |                     | Vitapoi di Benagues          |                           |  |  |       |  |  |                         |  |  |                   |  |
|                          |                     | Ruggero di Poitou            | Ruggero II di Montgomery  |  |  |       |  |  |                         |  |  |                   |  |
|                          |                     | Ruggero di Poitou            | Ruggero II di Montgomery  |  |  |       |  |  |                         |  |  |                   |  |
|                          |                     | Ruggero di Poitou            | Mabel di Bellême          |  |  |       |  |  |                         |  |  |                   |  |
| Ponzia de La Marche      |                     | Ruggero di Poitou            |                           |  |  |       |  |  |                         |  |  |                   |  |
|                          |                     | Almodis I de La Marche       | Adalberto II de La Marche |  |  |       |  |  |                         |  |  |                   |  |
|                          |                     | Almodis I de La Marche       | Adalberto II de La Marche |  |  |       |  |  |                         |  |  |                   |  |
|                          |                     | Almodis I de La Marche       | Ponzia                    |  |  |       |  |  |                         |  |  |                   |  |
| Ademaro III d'Angoulême  |                     | Almodis I de La Marche       |                           |  |  |       |  |  |                         |  |  |                   |  |
|                          | Bosone I di Turenne | …                            |                           |  |  |       |  |  |                         |  |  |                   |  |
|                          | Bosone I di Turenne | …                            |                           |  |  |       |  |  |                         |  |  |                   |  |
|                          | Bosone I di Turenne | …                            |                           |  |  |       |  |  |                         |  |  |                   |  |
| Raimondo I di Turenne    | Bosone I di Turenne |                              |                           |  |  |       |  |  |                         |  |  |                   |  |
|                          |                     | Gerberga di Terrason         | …                         |  |  |       |  |  |                         |  |  |                   |  |
|                          |                     | Gerberga di Terrason         | …                         |  |  |       |  |  |                         |  |  |                   |  |
|                          |                     | Gerberga di Terrason         | …                         |  |  |       |  |  |                         |  |  |                   |  |
| Margherita di Turenne    |                     | Gerberga di Terrason         |                           |  |  |       |  |  |                         |  |  |                   |  |
|                          |                     | Goffredo II di Perche        | …                         |  |  |       |  |  |                         |  |  |                   |  |
|                          |                     | Goffredo II di Perche        | …                         |  |  |       |  |  |                         |  |  |                   |  |
|                          |                     | Goffredo II di Perche        | …                         |  |  |       |  |  |                         |  |  |                   |  |
| Matilde di Perche        |                     | Goffredo II di Perche        |                           |  |  |       |  |  |                         |  |  |                   |  |
|                          |                     | Beatrice di Montdidier-Roucy | …                         |  |  |       |  |  |                         |  |  |                   |  |
|                          |                     | Beatrice di Montdidier-Roucy | …                         |  |  |       |  |  |                         |  |  |                   |  |
|                          |                     | Beatrice di Montdidier-Roucy | …                         |  |  |       |  |  |                         |  |  |                   |  |
|                          |                     | Beatrice di Montdidier-Roucy |                           |  |  |       |  |  |                         |  |  |                   |  |

### Fonti primarie
- (LA)  Historia Pontificum et Comitum Engolismensis.
- (LA)  Florentii Wigornensis Monachi Chronicon, Continuatio,.
- (LA)  Chronicon sancti Maxentii Pictavensis, Chroniques des Eglises d'Anjou.
- (LA)  Recueil des historiens des Gaules et de la France. Tome 12.
- (LA)  Cartulaire de l'Abbaye de Saint-Etienne de Baigne (en Saintonge).
- (LA)  Monumenta Germaniae Historica, Scriptores, tomus XXIII.

### Letteratura storiografica
- Louis Alphen, La Francia: Luigi VI e Luigi VII (1108-1180), in: Storia del mondo medievale, vol. V, 1980, pp. 705–739